# Winfried
Winfried ist ein deutscher männlicher Vorname; Namenstag ist der 5. Juni.

## Bedeutung
Winfried entstammt dem Althochdeutschen und lässt sich von wini (Freund) und fried (Frieden) herleiten.

## Varianten
- Winfrid
- Winfred
- Wynfried
- Wynfreth
- Winnie
- Winni
- Wini

## Bekannte Namensträger
- Winfried, Geburtsname des Bonifatius (≈673–754/55), frühmittelalterlicher Missionar
- Winfried Albiez (1938–1984), deutscher Orgelbauer
- Winfried Anslinger (* 1951), deutscher evangelischer Theologe, Politiker und Autor
- Winfried Aßfalg (* 1940), deutscher Sonderschulrektor, Heimatforscher und Autor
- Winfried Aufenanger (1947–2021), deutscher Leichtathletiktrainer
- Winfried Aymans (1936–2023), deutscher römisch-katholischer Priester und Kirchenrechtler
- Winfried Baumann (1930–1980), deutscher Marineoffizier und Spion
- Winfried Baumann (* 1956), deutscher Künstler
- Winfried Bölke (1941–2021), deutscher Radrennfahrer
- Winfried Bönig (* 1959), deutscher Organist und Hochschullehrer
- Winfried Dahlke (* 1969), deutscher Organist und Landeskirchenmusikdirektor der Evangelisch-reformierten Kirche
- Winfried Eisenblätter (* 1934), deutscher baptistischer Geistlicher
- Winfried Freudenberg (1956–1989), letztes Todesopfer an der Berliner Mauer
- Winfried Freund (1938–2011), deutscher Germanist
- Winfried Glatzeder (* 1945), deutscher Schauspieler
- Winfried Hacker (* 1934), deutscher Psychologe
- Winfried Hermann (* 1952), deutscher Politiker (Bündnis 90/Die Grünen)
- Winfried Hofer (* 1941), deutscher Brigadegeneral des Heeres der Bundeswehr
- Winfried Kretschmann (* 1948), deutscher Politiker (Bündnis 90/Die Grünen) und Ministerpräsident von Baden-Württemberg
- Winfried Kron (* 1941), deutscher Generalarzt
- Winfried B. Lerg (1932–1995), deutscher Medienhistoriker, Publizistik- und Kommunikationswissenschaftler
- Winfried März (* 1958), deutscher Mediziner und Hochschullehrer
- Winfried Michel (* 1948), deutscher Blockflötist, Komponist und Herausgeber
- Winfried Nachtwei (* 1946), deutscher Politiker (Bündnis 90/Die Grünen)
- Winfried Nerdinger (* 1944), deutscher Architekturhistoriker
- Winfried Neuhäuser (* 1947), deutscher Fußballspieler
- Winfried Platzgummer (1930–2024), österreichischer Rechtswissenschaftler und Hochschullehrer
- Winfried Schäfer (* 1950), deutscher Fußballtrainer
- Winfried Scharlau (1934–2004), deutscher Journalist und Historiker
- Winfried Scharlau (1940–2020), deutscher Mathematiker
- Winfried Schittges (* 1946), deutscher Politiker (CDU)
- Winfried Schülke (1942–1994), deutscher Fußballspieler
- Winfried Thaa (* 1952), deutscher Politikwissenschaftler und Hochschullehrer
- Winfried Vogt (* 1935), deutscher Wirtschaftswissenschaftler und Hochschullehrer
- Winfried Vogt (1945–1989), deutscher Automobilrennfahrer
- Winfried Wehle (* 1940), deutscher Romanist
- Winfried Wolf (* 1943), deutscher Lehrer und Schriftsteller
- Winfried Wolf (1949–2023), deutscher Politiker, Journalist und Sachbuchautor
- Winfried Zylka (1946–2019), deutscher Kommunalpolitiker (CDU)